# پونی کوچولو: دختران اکواستریا - افسانه اورفری
پونی کوچولو: دختران اکواستریا - افسانه اورفری (انگلیسی: My Little Pony: Equestria Girls - Legend of Everfree) فیلمی کانادایی - آمریکایی با ژانرهای موزیکال و فانتزی است. این فیلم دنباله فیلم پونی کوچولو: دختران اکواستریا - بازی‌های دوستانه است، این فیلم توسط کریستین سانگ کو و جوانا لوئیس نوشته، و توسط ایشی رادل کارگردانی شده‌است. افسانه اورفری در ۱ اکتبر ۲۰۱۶ در نت‌فلیکس منتشر شد.
دنباله‌های این فیلم سه ایپزود ویژه است که در سال ۲۰۱۷ در خانواده دیسکاوری منتشر شده‌است.

## داستان
بعد از ماجراهای بازی‌های دوستانه بچه‌های مدرسه کنترلات به یک کمپ به نام اورفری می‌روند و آنجا توآلایت حس می‌کند شخصیت همزاد منفی‌اش (میدنایت اسپارکل) ظاهر شده و دارد روی بقیه اثر می‌گذارد.

## بازیگران
- تارا استرانگ به عنوان توآلایت اسپارکل، یک دانش آموز انتقالی به کنترلات که شخصیت همزاد منفی‌ای به نام میدنایت اسپارکل دارد
  - شویکت صدای آواز توآلایت را انجام می‌دهد.
- ربکا شویکت به عنوان سانست شیمر یکی از دوستان توآلایت که با او همدلی می‌کند.
- اشلی بال به عنوان رینبودش که سرعت فوق‌العاده و اپل جک که قدرت فوق‌العاده ای دارند
- اندریا لیبمن به عنوان پینکی پای که می‌تواند اسمارتیزهای انفجاری درست کند و فلاترشای که می‌تواند با حیوانات صحبت کند.
  - شانون چان کنت صدای آواز پینکی پای را اجرا می‌کند.
- تبیثا سن ژرمان به عنوان رریتی که می‌تواند سپر الماسی درست کند و معاون لونا خواهر کوچکتر مدیر سلستیا است.
- کاظومی اوانز صدای آواز رریتی را اجرا می‌کند.
- کتی وسلاک به عنوان اسپایک حیوان خانگی توآلایت.
- انید رئی آدامز به عنوان گلوریوسا دیزی، مدیر کمپ اورفری.
  - کلی متزگر صدای آواز گلوریوسا را اجرا می‌کند.
- بریو دو به عنوان تیمبر اسپروس، برادر گلوریوسا و راهنمای کمپ و دوست توآلایت.
- نیکول اولیور به عنوان مدیر سلستیا، مدیر مدرسه کنترلات.
- وینسنت تانگ به عنوان فلش سنتری دوست همزاد توآلایت (پرنسس توآلایت).
- برایان دراموند به عنوان کریتی ریچ، کسی که تهدید می‌کند کمپ اورفری را به چشمه آب گرم تبدیل خواهد کرد.